# Odense Letbane
Odense Letbane är en spårväg i Odense på Fyn i Danmark. Spårvägen öppnade den 28 maj 2022 och går från Tarup i nordvästra Odense via Odense järnvägsstation, Syddansk Universitet och Odense Universitetshospital till Hjallese i söder. Den första etappen på 14,5 kilometer har 26 hållplatser. Spårvägen förväntas få 34 000 dagliga passagerare. Den totala byggkostnaden är 3,3 miljarder danska kronor (2017). Spårvägen finansieras av Odense kommun, staten och Region Syddanmark. 

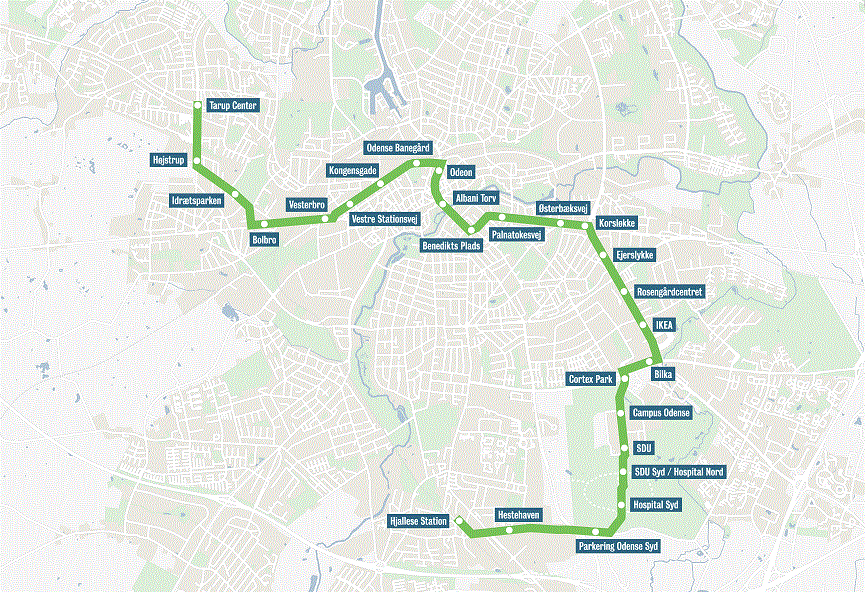
Linjekarta.

En andra etapp av spårvägen har en sträcka på 7,8 km och är budgeterad till 1,9 miljarder danska kronor. Odense Stadsfullmäktige har beslutat att arbeta för att etablera etapp 2, men det finns inga beslut eller finansiering för tillfället (september 2018).